# Жетиконыр
Жетиконыр (каз. Жетіқоңыр) — пески в Улытауской области Казахстана на западе Бетпак-Далы, на левом берегу реки Сарысу, на высоте 280—300 м над уровнем моря. Протяженность с юго-запада на северо-восток составляет 65 км, ширина 20 км, площадь 825 км². Рельеф возвышенно-холмистый. Сложен четвертичными отложениями древней долины реки Сарысу. Подземные воды расположены глубоко. На солонцеватых почвах произрастают житняк, терескен, полынь, жузгун и другие. Используется как круглогодичное пастбище.